# Prodasineura lansbergei
Prodasineura lansbergei är en trollsländeart som först beskrevs av Selys 1886.  Prodasineura lansbergei ingår i släktet Prodasineura och familjen Protoneuridae. Inga underarter finns listade i Catalogue of Life.